# チェスターハウス
チェスターハウス (Chester House) とはアメリカ合衆国で生産された競走馬およびジュドモントファームで繋養されていた種牡馬である。

## 経歴

### 競走馬時代
1997年、1998年（2歳、3歳）
2歳時の8月に競走馬デビュー戦を迎え、キーレン・ファロンが騎乗してデビュー戦で初勝利を挙げた。以降ファロンが主戦騎手を務め、続くデビュー2戦目は同着の2着となり、その後は休養に入った。
3歳となり、4月の復帰戦となった準重賞競走を制し、続く5月の条件戦も制し、重賞競走初挑戦となった6月のプリンスオブウェールズステークス（当時G2）では2着だった。7月には準重賞競走を制し、G1競走初挑戦となった8月のインターナショナルステークスでは3着、9月に準重賞競走で2着となるなど好走を続けたが、10月のチャンピオンステークスでは6着という結果に終わり、その後は休養に入った。
1999年（4歳）
古馬となり、5月に休養明け初戦の準重賞競走を制し、6月にブリガディアジェラードステークス（G3）を制して重賞競走初勝利を挙げた。続く2年連続出走となったプリンスオブウェールズステークス（当時G2）では4着、次のエクリプスステークスも4着、2年連続出走となったインターナショナルステークスでは前年と同じく3着となった後はアメリカ合衆国のロバート・フランケル厩舎へ転厩となった。11月に転厩初戦となる初のダート戦のブリーダーズカップ・クラシックにコーリー・ナカタニを鞍上に迎えて出走し、11番人気ながら4着となり、その後は休養に入った。
2000年（5歳）
3月の休養明け初戦となった芝のエクスプローシヴビッドハンデキャップ（G3）で3着、続く4月のダートのエクセルシオールブリーダーズカップハンデキャップ（G3）も3着、6月のスティーヴンフォスターハンデキャップ（G2）で4着、7月のハリウッドゴールドカップで7着となった後は再び芝を走り、エディーリードハンデキャップで2着、そして8月のアーリントンミリオンでは鞍上にジェリー・ベイリーを迎えて出走し、4番人気でレースを制してG1競走初勝利を挙げた。しかしその後は肩の怪我が原因で競走馬を引退することになった。

### 種牡馬時代
6歳となった2001年より生まれ故郷でもあるケンタッキー州のジュドモントファームで種牡馬入りした。8歳となった2003年に癌からの合併症のため安楽死の処置が6月28日にとられ、初年度産駒の競走馬デビューを待たずに死亡した。産駒は3世代しか残せなかったが、2008年のブリーダーズカップではブリーダーズカップ・フィリー&メアスプリントをヴェンチュラが、ブリーダーズカップ・マラソンをムハナクが制し、産駒が同一年のブリーダーズカップで2勝するなど活躍している。さらに後継種牡馬を残すことに成功し、フェニックスタワーなどがすでに種牡馬入りしている。
日本にも競走馬としての産駒が1頭輸入されており、2005年にサクセスマイターンが産駒の中央競馬初勝利を記録している。なお前述の通り当馬はすでに死亡しているので競走馬としての産駒は今後輸入されることはない。

## おもな産駒
- 2002年生
  - Spring House / スプリングハウス（2007年カールトン・F・バークハンデキャップ、2008年サンルイオビスポハンデキャップ、デルマーハンデキャップ）
- 2004年生
  - Divine Park / ディヴァインパーク（2007年ウィザーズステークス、2008年ウェストチェスターハンデキャップ、メトロポリタンハンデキャップ、種牡馬）
  - Muhannak / ムハナク（2008年ブリーダーズカップ・マラソン）
  - Phoenix Tower / フェニックスタワー（2008年アールオブセフトンステークス、種牡馬）
  - Ventura / ヴェンチュラ（2008年ジャストアゲームステークス、ブリーダーズカップ・フィリー&メアスプリント、2009年サンタモニカハンデキャップ）
  - Warning Zone / ワーニングゾーン（2008年サンセットハンデキャップ）

## 血統表
| チェスターハウスの血統ミスタープロスペクター系 / Native Dancer 3×5=15.63%、Nearco 5×5=6.25% | チェスターハウスの血統ミスタープロスペクター系 / Native Dancer 3×5=15.63%、Nearco 5×5=6.25% | チェスターハウスの血統ミスタープロスペクター系 / Native Dancer 3×5=15.63%、Nearco 5×5=6.25% | （血統表の出典） | （血統表の出典） |
| 父 Mr. Prospector 1970 鹿毛                                                                 | 父の父Raise a Native 1961 栗毛                                                              | Native Dancer                                                                               | Polynesian       | Polynesian       |
| 父 Mr. Prospector 1970 鹿毛                                                                 | 父の父Raise a Native 1961 栗毛                                                              | Native Dancer                                                                               | Geisha           |                  |
| 父 Mr. Prospector 1970 鹿毛                                                                 | 父の父Raise a Native 1961 栗毛                                                              | Raise You                                                                                   | Case Ace         | Case Ace         |
| 父 Mr. Prospector 1970 鹿毛                                                                 | 父の父Raise a Native 1961 栗毛                                                              | Raise You                                                                                   | Lady Glory       |                  |
| 父 Mr. Prospector 1970 鹿毛                                                                 | 父の母Gold Digger 1962 鹿毛                                                                 | Nashua                                                                                      | Nasrullah        | Nasrullah        |
| 父 Mr. Prospector 1970 鹿毛                                                                 | 父の母Gold Digger 1962 鹿毛                                                                 | Nashua                                                                                      | Segula           |                  |
| 父 Mr. Prospector 1970 鹿毛                                                                 | 父の母Gold Digger 1962 鹿毛                                                                 | Sequence                                                                                    | Count Fleet      | Count Fleet      |
| 父 Mr. Prospector 1970 鹿毛                                                                 | 父の母Gold Digger 1962 鹿毛                                                                 | Sequence                                                                                    | Miss Dogwood     |                  |
| 母 Toussaud 1989 黒鹿毛                                                                     | 母の父El Gran Senor 1981 鹿毛                                                               | Northern Dancer                                                                             | Nearctic         | Nearctic         |
| 母 Toussaud 1989 黒鹿毛                                                                     | 母の父El Gran Senor 1981 鹿毛                                                               | Northern Dancer                                                                             | Natalma          |                  |
| 母 Toussaud 1989 黒鹿毛                                                                     | 母の父El Gran Senor 1981 鹿毛                                                               | Sex Appeal                                                                                  | Buckpasser       | Buckpasser       |
| 母 Toussaud 1989 黒鹿毛                                                                     | 母の父El Gran Senor 1981 鹿毛                                                               | Sex Appeal                                                                                  | Best in Show     |                  |
| 母 Toussaud 1989 黒鹿毛                                                                     | 母の母Image of Reality 1976 鹿毛                                                            | In Reality                                                                                  | Intentionally    | Intentionally    |
| 母 Toussaud 1989 黒鹿毛                                                                     | 母の母Image of Reality 1976 鹿毛                                                            | In Reality                                                                                  | My Dear Girl     |                  |
| 母 Toussaud 1989 黒鹿毛                                                                     | 母の母Image of Reality 1976 鹿毛                                                            | Edee's Image                                                                                | Cornish Prince   | Cornish Prince   |
| 母 Toussaud 1989 黒鹿毛                                                                     | 母の母Image of Reality 1976 鹿毛                                                            | Edee's Image                                                                                | Ortalan F-No.6-d |                  |

血統背景
- 母、トゥーソード（1993年ゲイムリーブリーダーズカップハンデキャップ）
- 半妹、オネストレディ（2000年サンタモニカハンデキャップなど）
- 半弟、デカーチー（2002年フランク・E・キルローマイルハンデキャップなど、種牡馬）
- 半弟、チセリング（2002年セクレタリアトステークスなど、種牡馬）
- 半弟、エンパイアメーカー（2003年フロリダダービー、ウッドメモリアルステークス、種牡馬）
- 甥（オネストレディの産駒）、ファーストディフェンス（2008年フォアゴーハンデキャップ、種牡馬）
- いとこ、インディゴシャイナー（ジェファーソンカップステークス、種牡馬）